# Nicotinebitartraat
Nicotinebitartraat (kortweg ook nicotinetartraat genoemd) is een zeer toxische organische verbinding met als brutoformule C18H26N2O12. De stof komt voor als een witte schilferige vaste stof, die zeer goed oplosbaar is in water.
Nicotinebitartraat is een zuivere en zeer stabiele bron van nicotine. Het komt ook voor als dihydraat.

## Toxicologie en veiligheid
Nicotinebitartraat ontleedt bij verhitting en verbranding, met vorming van giftige dampen (stikstofoxiden en koolstofmonoxide). Het reageert hevig met sterk oxiderende stoffen.
Nicotinebitartraat is irriterend voor ogen, de huid en de luchtwegen. De stof kan effecten hebben op het centraal zenuwstelsel, met als gevolg stuiptrekkingen en ademhalingsfalen. Blootstelling aan een hoge dosis kan de dood veroorzaken.